# Alberto Valcárcel Acuña
Francisco Alberto Valcárcel Acuña fue un poeta y narrador peruano, desarrollador de una peculiar visión poética que denomina "corales".

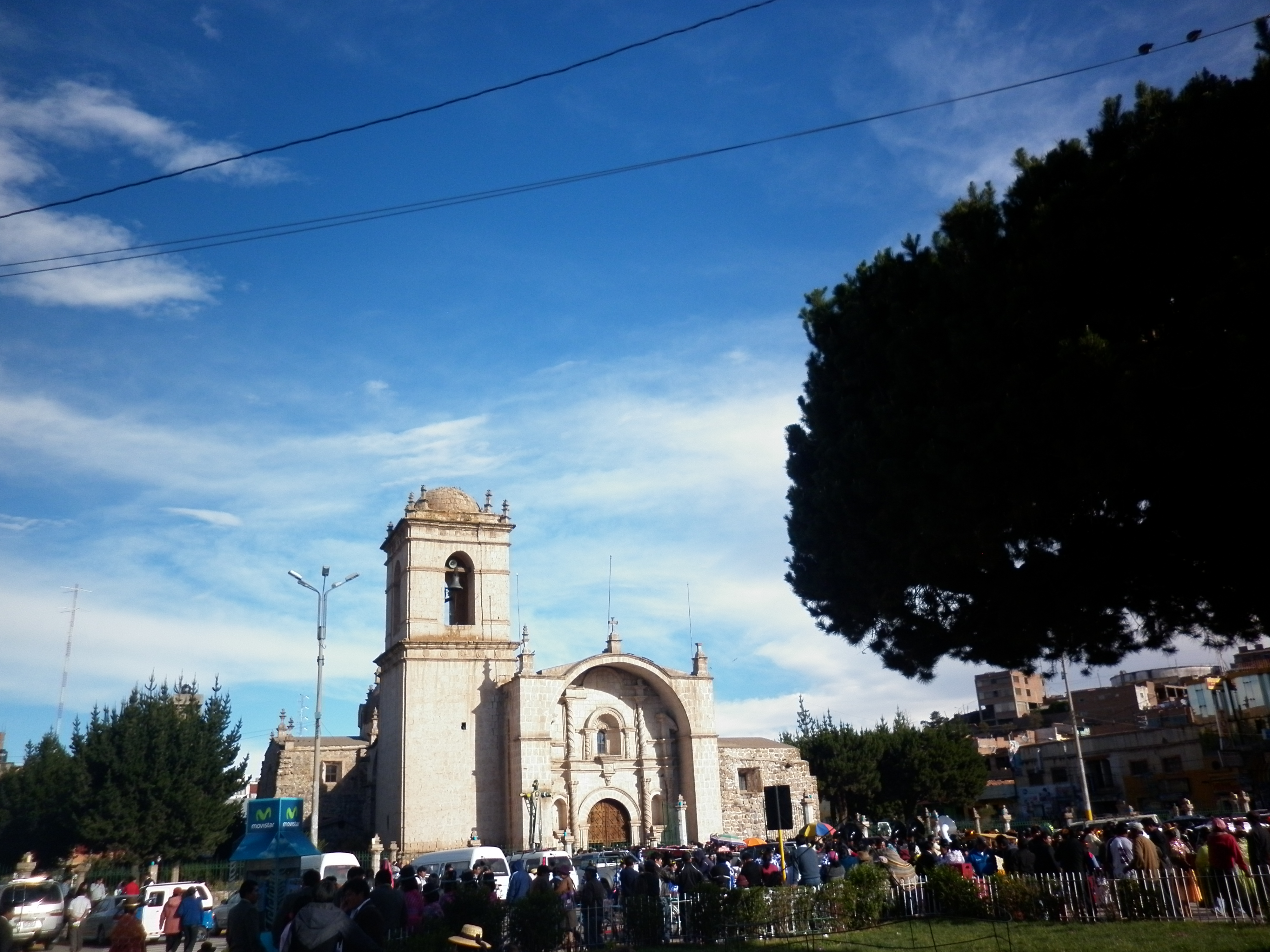
Juliaca, Puno. Ciudad natal del poeta

## Biografía
Hijo de Alberto Valcárcel Caballero y Maruja Acuña Sandionigi de Valcarcel, nació el 25 de mayo de 1944 en la ciudad peruana de Juliaca, en el departamento de Puno, y falleció en Arequipa el 20 de mayo de 2010. Empezó su educación secundaria en el Colegio Parroquial Franciscano San Román de los padres Franciscanos de Juliaca y dos temporadas el colegio Santo Tomas de Aquino de Lima 1960 a 1961 y concluyó en el Colegio San Román, ya referido 1962 a 1964, y en el Instituto Nacional Agropecuario de Azángaro en 1963. En 1967 fundo la asociación Nacional de escritores y artistas (ANEA) de la que fue primer presidente hasta 1968.
Luego auxilió a su padre en faenas agrícolas en la hacienda que poseían en el departamento de Puno y pasó a ser subprefecto, y luego prefecto accidental de esa jurisdicción (julio de 1969 a noviembre de 1972). Fue subprefecto de las provincias de Pallasca y Carhuaz 1973), subprefecto de Huaraz y prefecto accidental de Ancash 1974. Fue también subprefecto de la provincia de Leoncio Prado (febrero de 1975 a junio de 1979), con sede en Tingo María, donde organizó el Congreso Nacional de Poesía Juan Santos Atahualpa. Pasó a ser asesor de la dirección ejecutiva del Instituto Nacional de Cultura (junio a diciembre de 1979) y miembro de la comisión encargada de promover la conmemoración del bicentenario de la rebelión de José Gabriel Tupac Amaru en 1980. Se hizo cargo de la subprefectura de Canta (1981-1982) y posteriormente fue prefecto de Ica (1983) y Tumbes (enero de 1984 a junio de 1985). Asumió la dirección de comunicación del Instituto Nacional de Cultura (1986 a 1992). En 1990 fue delegado oficial del Perú en Europa y al retornar fue elegido regidor del Municipio Metropolitano de Lima (1993-1995). Más tarde ejerció la conducción de la oficina de prensa y protocolo de la Biblioteca Nacional del Perú (1998-1999). Entre el (2001-2002) laboró en la oficina de Imagen Institucional del Ministerio de Educación.

## Obras
Ha desarrollado una peculiar expresión poética que denomina corales, en la cual se conjugan símbolos y vivencias que exaltan la vida de los próceres y héroes de la independencia Peruana, como por ejemplo "Coral a Pedro Vilca Apaza", "Cantar de Sangrar", "Elogio Coral al Inca Garsilazo", "Coral Sinfónico a Tupac Amaru", entre otras. El notable compositor peruano Alejandro Núñez Allauca (quien reside en Milán desde hace más de 2 décadas) ha musicalizado, grabado y estrenado en esa ciudad, varios textos de Valcárcel que circulan con significativo éxito por Europa.
Ha publicado:
- Vuelco a pasos (1967);
- Cantos Extraviados (1975);
- Tupac Amaru (1975);
- Tres poemas corales (1976);
- Breve selección poética (1980);
- Alberto Valcárcel, muestra de poetas latinoamericanos (1985); Argentina.
- Suray Surita habla de Theodoro (1986, 1991); y tercera y definitiva edición aumentada (2005)
- Poemas Corales (1994); y
- Cantares de Maruja Acuña (2000).
- Flauta traversa o Rosalina en Verona (poema escénico) (2005).
- Sobre Alberto Valcarcel, Cesar A. Ángeles Caballero ha escrito un estudio titulado Alberto Valcarcel:poeta entre dos orillas (1999) y segunda edición aumentada, (2005).
- Prosa y Poesía (1967–2006). Obra reunida. Edición del fondo editorial de la Universidad Alas Peruanas - Lima.

Entre su obra inédita se cuentan dos piezas teatrales de inspiración del Cuadro de costumbres:
- La damajuana y
- Camisa de fuerza.